# غوتليب أوت
غوتليب أوت هو سياسي سويسري، ولد في 1832 في Worb ‏ في سويسرا، وتوفي في 4 ديسمبر 1882 في برن في سويسرا بسبب غرق.